# Fico bianco del Cilento
Il Fico bianco del Cilento è un prodotto ortofrutticolo italiano che identifica i frutti essiccati della specie Ficus carica domestica L. - dei biotipi riferibili alla cultivar Dottato - coltivati nella zona geografica del Cilento.

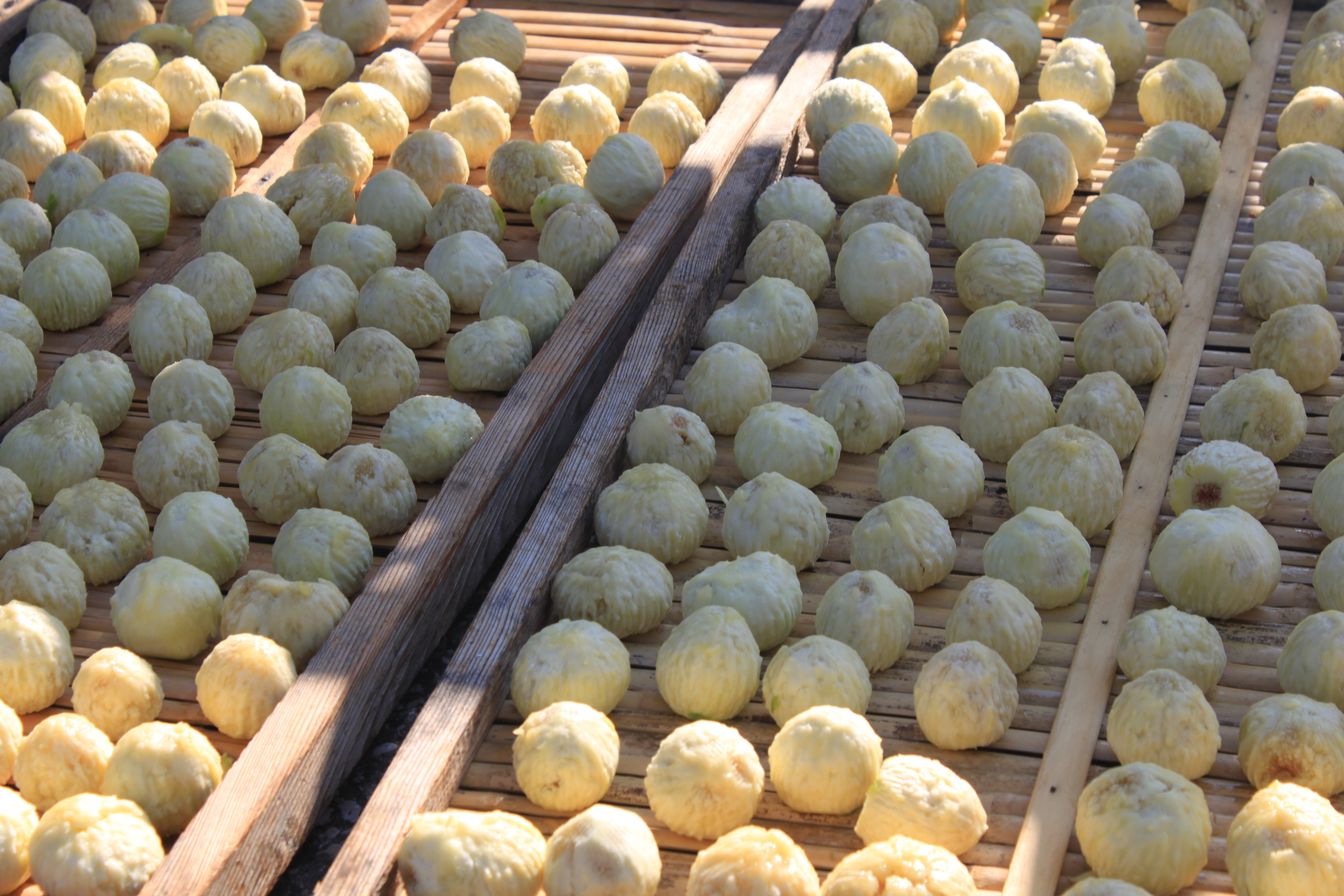
Fichi del Cilento, sbucciati e messi a seccare al sole.

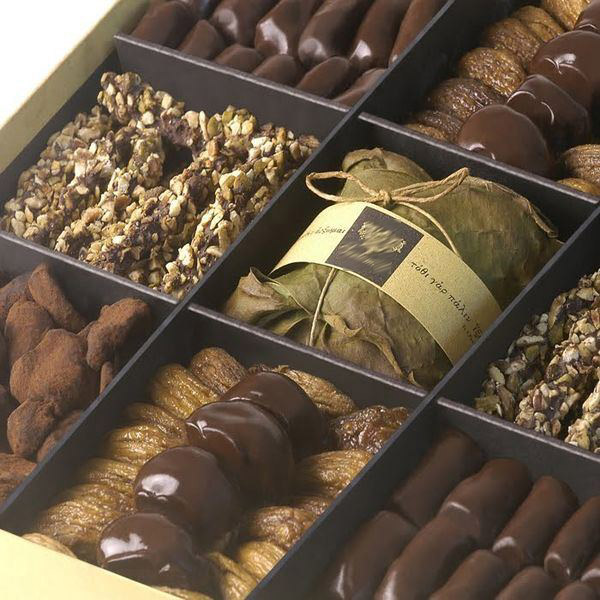
Fichi bianchi del Cilento impaccati, in varie preparazioni e presentazioni finali.

Dal 10 marzo 2006, a livello europeo, il fico bianco del Cilento  gode della denominazione di origine protetta (DOP).

## Caratteristiche
Il Fico Bianco del Cilento è molto digeribile ed è più piccolo del fico comune rosso. La sua buccia non cambia di colore durante la maturazione; l'interno è marroncino tendente al bianco, ricco di fibre e zuccheri.